# Нітрид трийоду
Нітрид трійоду (іноді йодистий азот, трийодид азоту, неправильна назва: азид йоду; народна назва "недотрога") - надзвичайно чутлива до механічних впливів вибухонебезпечна неорганічна сполука азоту і йоду з формулою {\displaystyle {\ce {NI3}}} За нормальних умов, нітрид трийоду виглядає, як чорно-коричневі кристали -  аддукту з аміаком (аміакату). Однак був отриманий і в індивідуальному вигляді,в реакції  нітриду бору та фториду йода. 
Кристали дуже чутливі до механічних впливів. Найчутливіша з усіх вибухових речовин. У сухому вигляді вибухає від дотику, утворюючи рожево-фіолетову хмару парів йоду. Швидкість детонації 6,712 км/с. Це єдина відома речовина, яка вибухає під впливом альфа-часток та інших продуктів ядерного розпаду  . Також вибухає від дії яскравого світла - наприклад, електронного фотоспалаху на відстані ~0.5 м.
Вперше його отримав Куртуа в 1812  -1813 рр. (за іншою версією це зробив Ганч в 1900  ).
За найвищу механічну чутливість в класі ініціюючих ВВ та простоту виготовлення в народі її прозвали "недотрога",  

## Властивості

### Хімічні властивості
Аддукт нітриду йоду розкладається у взаємодії з діетилцинком:
{\displaystyle {\ce {NH3 * NI3 + 3Zn(C2H5)2 -> NH3 + N(C2H5)3 + 3ZnC2H5I}}}
За допомогою цієї реакції було встановлено будову аддукту йодиду азоту з аміаком 
Речовина є дуже нестабільшою, через  велику довжину зв'язку і більшими відносними розмірами трьох атомів йоду, що припадають на один атом азоту, і відповідно низькою енергією активації реакції розкладання. Трийодид азоту є єдиною відомою вибуховою речовиною, здатною детонувати від альфа-випромінювання та уламків поділу важких ядер . Розкладається у гарячій воді, кислотами-окисниками, лугами.
Реакція розпаду чистої речовини:
{\displaystyle {\ce {2NI3 -> N2 ^ \ + \ 3 I2 ^}}}(−290 kJ/mol)

Амоніак, присутній в аддукті, є відновником для йоду, що утворюється:
{\displaystyle {\ce {8NI3.NH3 -> 5 N2 ^ + 6 NH4I + 9 I2}}}
Згідно з цим рівнянням, ці вибухи залишають оранжево-фіолетові плями йоду, які можна видалити розчином тіосульфату натрію. Альтернативний спосіб видалення плям – просто дати йоду час висохнути.  

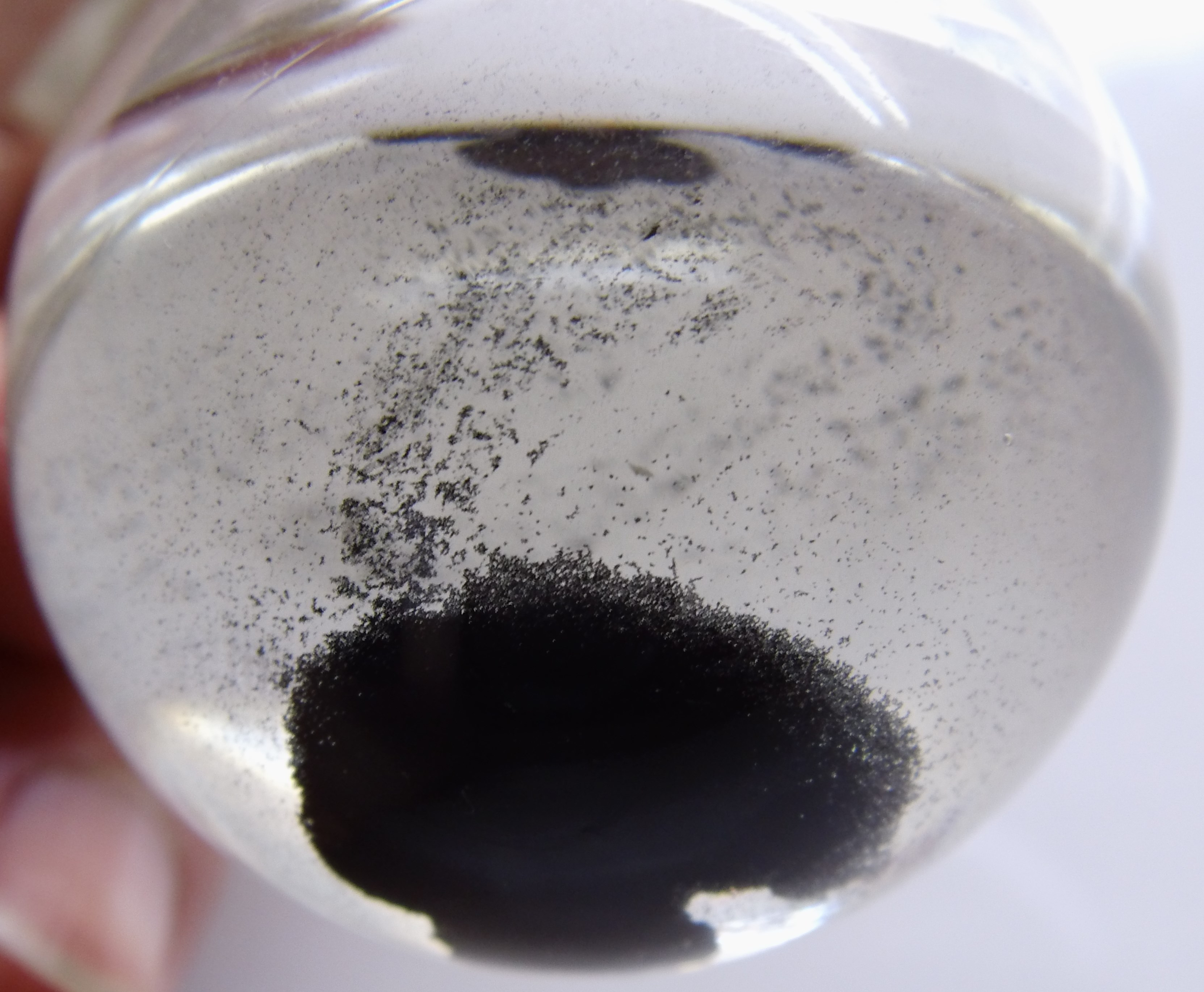
Кристали нітриду трийодиду

Йодид азоту піддається гідролізу з утворенням оксиду азоту (III) та йодоводневої кислоти:
{\displaystyle {\ce {2NI3 + 3H2O -> 6HI + N2O3}}}
Йодид азоту є окисником, утворений in situ при додаванні розчину йоду до розчину відновника у водному амоніаку. Він окиснює гідрохінон до хінгідрону та бензальдегід до бензойної кислоти  .

### Фізичні властивості
У сухому стані – дрібні голчасті кристали від світло-коричневого до чорного кольору, нерозчинні у воді, спирті. Надзвичайно чутлива речовина, що вибухає при найменшому дотику. У вологому вигляді за наявності надлишку аміаку у розчині порівняно стійкий. Нерозчинний в етиловому спирті. Є барвною речовиною.(відмивається розчином харчової соди). Звук детонації нагадує  пістолетний постріл. Наслідком детонації ще є хмарка пурпурових парів йоду, які є отруйними. 

## Синтез

### Аміакати нітриду трийоду
Внаслідок реакції йоду з водним амоніаком утворюється чутлива до удару коричнева тверда речовина.  

При змішуванні реагентів випадає або чорний або бурий осад, що і є продуктом приєднання аміаку до нітриду трийода: 
{\displaystyle {\ce {3I2(s) + 5NH3(aq) -> NI3*NH3(s) + 3NH4I(aq)}}}

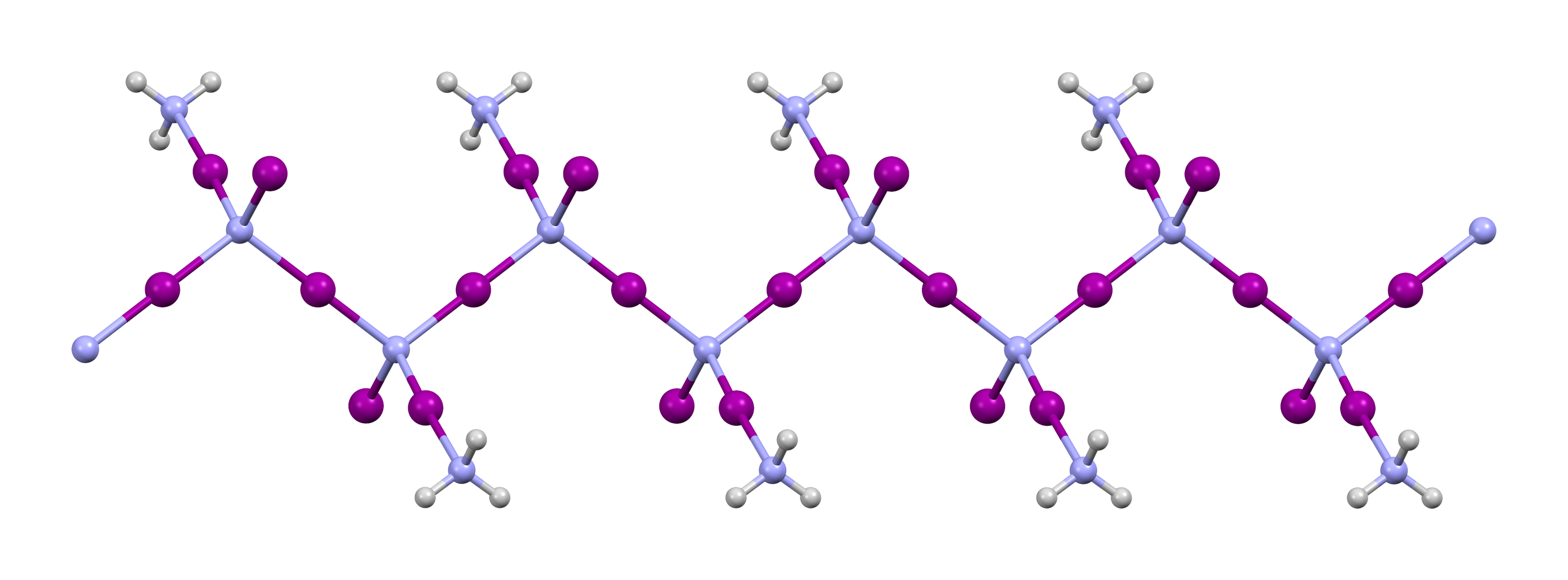
Ланцюжок NI _{3} ·NH _{3} в кристалічній структурі аміачного аддукту йодиду азоту

В реакції з безводним амоніаком за низької температури продукт, що утворюється, має склад:
{\displaystyle {\ce {NI3.(NH3)5,}}}.
При нагріванні він починає втрачати частину аміаку. Цей аддукт вперше був описаний Куртуа в 1812 році, остаточно його формулу визначив Oswald Silberrad  в 1905 році  .
У твердому стані його структура складається з ланцюжків{\displaystyle {\ce {-NI2-I-NI2-I-NI2-I -}}}  .

### Чистий нітрид трийоду
Вперше нітрид трийоду {\displaystyle {\ce {NI3,}}} вільний від зв'язаного аміаку, було синтезовано у 1930 взаємодією дибромйодиду калію {\displaystyle {\ce {KIBr2}}} з рідким амоніаком. У продукті  реакції  молярне відношення йоду та азоту становило 1:3,04
{\displaystyle {\ce {3 KIBr2 + 4 NH3 -> NI3 + 3 KBr + 3 NH4Br}}}
Отриманий {\displaystyle {\ce {NI3}}}сублімувався у вакуумі у кімнатній температурі і конденсувався у пастці, що охолоджується рідким повітрям. Також {\displaystyle {\ce {NI3}}} з низьким виходом утворюється при реакції нітриду бору {\displaystyle {\ce {BN}}} з монофторидом йоду {\displaystyle {\ce {IF}}} у трихлорфторметані при −30 °C  :
{\displaystyle {\ce {BN + 3 IF -> NI3 + BF3}}}

## Застосування

### Як реагент
Через надлишкову нестабільність застосовується як засіб для ефектного хімічного фокусу. 
Практичним застосуванням нітриду трийоду  у хімічних взаємодіях є йодування фенолів (та інших ароматичних сполук ). {\displaystyle {\ce {NI3}}} отримують in situ додаючи до аміачного розчину фенолу розчин йоду. До прикладу, тимол у таких умовах йодується в положення до гідроксилу з утворенням йодтимолу, а пірол кількісно йодується до тетрайодпіролу  .

### Як вибухова речовина
Разом з тим, завдяки легкості отримання та ефектності його вибухового розкладання мікрокількості трийодиду азоту входить до демонстраційних експериментів у курсі неорганічної хімії . 
Також є рідкісний спосіб використання, залишення вологої речовини, на місці вчинення хуліганських дій. Коли речовина висихає, випадковий перехожий, чи жертва випадково торкається або наступає на нього, то речовина детонує. 